# 藤原定頼
藤原 定頼（ふじわら の さだより）は、平安時代中期の公卿・歌人。藤原北家小野宮流、権大納言・藤原公任の長男。官位は正二位・権中納言。中古三十六歌仙の一人。小倉百人一首では権中納言定頼。

## 経歴
寛弘4年（1007年）末に元服して従五位下に叙爵し、年が明けて侍従に任ぜられる。寛弘6年（1009年）右近衛少将に任ぜられると、少将を務める傍らで、寛弘7年（1010年）正五位下、寛弘9年（1012年）従四位下と昇進する。
長和3年（1014年）に右中弁と文官に転じると、長和6年（1017年）正四位下・蔵人頭に叙任される。在任中の寛仁2年（1018年）宮中で群飲中に右近衛少将・藤原兼房から暴行を受ける事件に巻き込まれている。一方で、寛仁3年（1019年）弾正弼・源顕定を嘲笑した際、摂政・藤原頼通の発言を引き合いに出したため、頼通の勘気を蒙りこの年の後半謹慎させられている。なお、この事件の背景には藤原頼通・教通の兄弟の対立も原因であったという。同年末には謹慎が解け、同じ蔵人頭の藤原経通と参議任官を激しく争うが、経通の後塵を拝して左中弁への昇進に留まった。この人事に対して定頼は失望し、除目後初めての結政に遅参している。翌寛仁4年（1020年）参議兼右大弁に任ぜられて公卿に列す。
治安2年（1022年）従三位、治安3年（1023年）左大弁兼帯を経て、長元2年（1029年）権中納言に任ぜられる。長元3年（1030年）清涼殿での宴において、御前作文の探韻を命じられた際、不正を行っていることが発覚した上に、さらにそれを誤魔化そうとしたため、関白・藤原頼通から「不正直」と批判されている。権中納言昇進後は、長暦2年（1038年）従二位、長久3年（1042年）正二位と昇叙はなされるが、10年以上に亘って兼官なしに据え置かれた。この状況の中、長暦3年（1039年）藤原頼通の反対を押し切って、内大臣・藤原教通が娘の生子を後朱雀天皇の後宮に入内させた際には、他の殿上人らが頼通に遠慮した結果、入内に参列する殿上人は僅か5名（内公卿は2名）であったが、定頼は権中納言・藤原経通と共に参列に参加している。
長久4年（1043年）兵部卿を兼ねるが、翌長久5年（1044年）6月9日に病のため出家。寛徳2年（1045年）1月19日薨去。享年51。

## 人物
少し軽薄な性格であったようで、小式部内侍にやり込められた逸話が残っている。相模や大弐三位などと関係を持った。音楽・読経・書の名手であり、容姿も優れていたという。
長元5年（1032年）の『上東門院彰子菊合』、同8年（1035年）の『関白左大臣頼通歌合』などに出詠。『後拾遺和歌集』以下の勅撰和歌集に45首が入集。家集に『定頼集』がある。
- 小倉百人一首
  - 64番 朝ぼらけ 宇治の川霧 絶え絶えに あらはれわたる 瀬々の網代木 （『千載和歌集』冬419）

## 逸話
一条天皇の大堰川行幸のお供で和歌を詠んだときのこと、父の公任も同行していて定頼の歌の出来映えを心配していた。すると定頼の番になり上の句を「水もなく見え渡るかな大堰川」と読み始めた。満々たる大堰川を前にして「水もなく」とはどういうつもりだ、何という不調法な、と公任が思っていると「峰の紅葉は雨と降れども」と朗々と下の句を詠み上げた。そのあまりの見事さに、公任も嬉しさをこらえきれず、思わず会心の笑みを漏らしたという。

## 官歴
『公卿補任』による。
- 寛弘4年12月25日（1008年2月5日）：従五位下（皇太后宮御給）
- 寛弘5年（1008年） 正月：侍従
- 寛弘6年（1009年） 正月28日：右近衛少将
- 寛弘7年（1010年） 正月7日：従五位上（少将労）。2月16日：兼伊予権介。閏2月：正五位下（皇太后宮去年御給）
- 寛弘9年（1012年） 正月27日：従四位下（少将労）
- 長和3年（1014年） 正月27日：右中弁。10月5日：兼中宮権亮（中宮・藤原妍子）
- 長和4年（1015年） 9月20日：従四位上（中宮亮賞）
- 長和5年（1016年） 2月3日：禁色[8]
- 長和6年（1017年） 正月24日：兼勘解由長官。3月7日：蔵人頭。
- 寛仁元年8月2日（1017年8月25日）：正四位下（還御之次所賞）
- 寛仁2年（1018年） 正月27日：兼内蔵頭（去長官）。4月7日：兼近江権守。10月16日：改兼皇太后宮権亮。12月：兼造大安寺長官
- 寛仁3年12月21日（1020年1月18日）：左中弁
- 寛仁4年（1020年） 4月：辞内蔵頭。11月29日：参議兼右大弁、近江守如元
- 治安2年12月8日（1023年1月2日）：従三位（大原野平野行幸行事賞）
- 治安3年（1023年） 2月12日：兼備後守。12月15日：兼左大弁
- 万寿5年（1028年） 2月19日：兼備中権守
- 長元2年（1029年） 正月24日：権中納言
- 長元6年（1033年） 正月5日：正三位。4月9日：勅授帯剣
- 長暦2年（1038年） 正月5日：従二位
- 長久3年（1042年） 正月22日：正二位（書殿舎額賞）
- 長久4年（1043年） 9月19日：兼兵部卿
- 長久5年（1044年） 6月9日：出家
- 寛徳2年（1045年） 正月19日：薨去

## 系譜
『尊卑分脈』による。
- 父：藤原公任
- 母：藤原道兼の養女 - 昭平親王の娘
- 妻：源済政の娘
  - 長男：藤原経家（1018-1068）
  - 女子：藤原信長室 - のち藤原経季室
- 生母不明の子女
  - 男子：経源
  - 女子：敦平親王妃